# 1160
| Calendário gregoriano                                                        | 1160 MCLX                                             |
| Ab urbe condita                                                              | 1913                                                  |
| Calendário arménio                                                           | 609 – 610                                             |
| Calendário bahá'í                                                            | -684 – -683                                           |
| Calendário budista                                                           | 1704                                                  |
| Calendário chinês                                                            | 3856 – 3857 Início a 9 de fevereiro (aproximadamente) |
| Calendário copta                                                             | 876 – 877                                             |
| Calendário etíope                                                            | 1152 – 1153                                           |
| Calendários hindus - Vikram Samvat - Calendário nacional indiano - Cáli Iuga | 1215 – 1216 1081 – 1082 4260 – 4261                   |
| Calendário Holoceno                                                          | 11160                                                 |
| Calendário islâmico                                                          | 555 – 556                                             |
| Calendário judaico                                                           | 4920 – 4921                                           |
| Calendário persa                                                             | 538 – 539                                             |
| Calendário rúnico                                                            | 1410                                                  |
| Calendário solar tailandês                                                   | 1703                                                  |

1160 (MCLX, na numeração romana) foi um ano bissexto do século XII do Calendário Juliano, da Era de Cristo, e as suas letras dominicais foram  C e B (52 semanas), teve início a uma sexta-feira e terminou a um sábado. No reino de Portugal estava em vigor a Era de César que já contava 1198 anos.
| Ano completo                          |
| ------------------------------------- |
| Ano bissexto com início à sexta-feira |

## Eventos
- 30 de Janeiro - Tratado de casamento entre Mafalda de Portugal (1149), filha de D. Afonso Henriques, e o futuro rei de Afonso II de Aragão que não chegou a realizar-se por morte prematura da infanta.
- 1 de Março - Início da construção do Castelo de Tomar pelo Mestre Português da Ordem dos Templários Dom Gualdim Pais.
- Conquista de Évora e de Beja.
- Início da edificação da Sé de Lisboa.
- Assinatura de um tratado de paz no mosteiro beneditino de Celanova, na Galiza, entre D. Afonso Henriques e Fernando II, comprometendo-se o primeiro a restituir a cidade de Tui e o respectivo território, promessa que não veio a cumprir.

## Nascimentos
- Lourenço Viegas foi um militar medieval português
- Soeiro Viegas Coelho foi o primeiro que assumiu o sobrenome Coelho.
- Gomes Mendes de Briteiros senhor da Casa de Silva pelo casamento.
- Paio Soares de Valadares, foi um nobre português e detentor da tenência de Riba-Minho e  senhor de Valadares.
- Pérotin,foi um compositor nascido na França, que fez parte da Escola de Notre-Dame.(m. 1230)

## Mortes
- Aimão I de Faucigny (n. 1125) foi Senhor de Faucigny.
- Egas Fafes de Lanhoso.
- Hugo I de Roucy n. 1090 foi conde de Roucy.
- Fernão Mendes, foi senhor de Chaves e tenente Bragança, Portugal, n. 1095.